# Андерсон, Джеймс Томас Милтон
Достопочтенный Джеймс То́мас Ми́лтон А́ндерсон (англ. James Thomas Milton Anderson; 23 июля 1878 — 29 декабря 1946) — 5-й премьер-министр Саскачевана и первый консерватор, занявший этот пост. Принадлежал к франкмасонству.
Андерсон был избран главой консерваторов в 1924 году и был одним из трёх тори в Законодательном собрании, избранных на выборах 1925 году.
На выборах 1929 года тори смогли воспользоваться скандалом покровительства, связанным с Либеральной партией премьер-министра Джимми Гардинера, и совершили прорыв, получив 24 места. Либералы заняли 28 мест, 5 ушли к Прогрессивной партии, а оставшиеся 4 — к независимым. Либералы пытались сформировать правительство меньшинства, но получили вотум недоверия. Это позволило Андерсону сформировать Объединённое правительство — коалицию тори, прогрессистов и независимых.